# Saccharodite rubra
Saccharodite rubra är en insektsart som först beskrevs av Frederick Arthur Godfrey Muir 1913.  Saccharodite rubra ingår i släktet Saccharodite och familjen Derbidae. Inga underarter finns listade i Catalogue of Life.